# Vujetinci
Vujetinci (Servisch cyrillisch Вујетинци) is een plaats in de Servische gemeente Čačak. De plaats telt 452 inwoners (2002).